# Recensământul Statelor Unite ale Americii din 1970

Animaţie prezentând ordinea intrării statelor în Uniune (1776 - 1959)

Recensământul Statelor Unite ale Americii din 1970 (engleză United States Census, 1970, conform originalului The United States Census of 1970) a fost cel de-al nouăsprezecelea din recensămintele efectuate o dată la zece ani în Statele Unite ale Americii, fiind al nouăsprezecelea dintr-o serie ce cuprinde azi 23 de calculări ale populației Uniunii. 
Cel de-al Nouăsprezecelea Recensământ al Statelor Unite, efectuat și coordonat de Oficiul de Recensăminte al Statelor Unite ale Americii, a determinat populația rezidentă a Uniunii de a fi de 203.302.031, ceea ce reprezintă o creștere de 13,37 % față de  179.323.175 persoane (rezultat final) înregistrate în timpul recensământului anterior, cel din 1960. 

## Componența Statelor Unite ale Americii în 1970
În 1960, la data încheierii recensământului, Statele Unite aveau componența actuală, de 50 de state. 
Numărul statelor care s-au alăturat Uniunii în secolul 20 a fost de cinci: Oklahoma (în 1907), New Mexico și Arizona (în 1912), respectiv Alaska și Hawaii (în 1959), comparativ cu secolul al 19-lea când Uniunea a crescut de la 17 la 45 de state și secolul 18-lea care s-a încheiat cu Uniunea având 16 state.

## Populația pe state
Conform recensământului din 1970 populația Uniunii divizată pe state era următoarea.
| Poziția | Stat                 | Populație  |
| ------- | -------------------- | ---------- |
| 01      | California           | 19.953.000 |
| 02      | New York             | 18.237.000 |
| 03      | Pennsylvania         | 11.794.000 |
| 04      | Texas                | 11.197.000 |
| 05      | Illinois             | 11.114.000 |
| 06      | Ohio                 | 10.652.000 |
| 07      | Michigan             | 8.875.000  |
| 08      | New Jersey           | 7.168.000  |
| 09      | Florida              | 6.789.000  |
| 10      | Massachusetts        | 5.689.000  |
| 11      | Indiana              | 5,194,000  |
| 12      | Carolina de Nord     | 5,082,000  |
| 13      | Missouri             | 4,677,000  |
| 14      | Virginia             | 4,648,000  |
| 15      | Georgia              | 4,590,000  |
| 16      | Wisconsin            | 4,418,000  |
| 17      | Tennessee            | 3,924,000  |
| 18      | Maryland             | 3,922,000  |
| 19      | Minnesota            | 3,805,000  |
| 20      | Louisiana            | 3,641,000  |
| 21      | Alabama              | 3,444,000  |
| 22      | Washington           | 3,409,000  |
| 23      | Kentucky             | 3,219,000  |
| 24      | Connecticut          | 3,032,000  |
| 25      | Iowa                 | 2,825,000  |
| 26      | Carolina de Sud      | 2,591,000  |
| 27      | Oklahoma             | 2,559,000  |
| 28      | Kansas               | 2,247,000  |
| 29      | Mississippi          | 2,217,000  |
| 30      | Colorado             | 2,207,000  |
| 31      | Oregon               | 2,091,000  |
| 32      | Arkansas             | 1,923,000  |
| 33      | Arizona              | 1,771,000  |
| 34      | Virginia de Vest     | 1,744,000  |
| 35      | Nebraska             | 1,483,000  |
| 36      | Utah                 | 1,059,000  |
| 37      | New Mexico           | 1,016,000  |
| 38      | Maine                | 992,000    |
| 39      | Rhode Island         | 947,000    |
| 40      | Hawaii               | 789,000    |
| 41      | New Hampshire        | 788,000    |
| x       | District of Columbia | 757,000    |
| 42      | Idaho                | 713,000    |
| 43      | Montana              | 694,000    |
| 44      | Dakota de Sud        | 666,000    |
| 45      | Dakota de Nord       | 618,000    |
| 46      | Delaware             | 548,000    |
| 47      | Nevada               | 489,000    |
| 48      | Vermont              | 444,000    |
| 49      | Wyoming              | 332,000    |
| 50      | Alaska               | 300,000    |